# Dain Blanton
Pour les articles homonymes, voir Blanton.
Dain Blanton, né le 28 novembre 1971 à Laguna Beach (Californie), est un joueur de beach-volley américain.

## Palmarès
- Jeux olympiques
  -  Médaille d'or en 2000 à Sydney avec Eric Fonoimoana

- Championnats du monde
  -  Médaille de bronze en 1997 à Los Angeles avec Kent Steffes